# Silencer
Silencer (з англ. — «глушник») — шведський гурт в стилі депресивного-суїцидального блек-металу.

## Історія
Проєкт був створений двома музикантами, відомими під псевдонімами Nattramn і Leere.
Leere (справжнє ім'я — Андреас Касадо) познайомився з Nattramn'ом близько 1995 року, коли знайшов його телефонний номер у списку з касетами для обміну. Вони почали грати музику разом зі знайомим Leere Робертом, який невдовзі пішов до гурту Shining. Своїми текстами про смерть, мізантропію, божевілля та антисемітизм був відомий Nattramn, який мав моторошний верескливий вокал і нібито й сам був божевільним. Було припущення, що він потрапив у психвідділення після виходу повноформатного альбому.
У 1998 році вийшов перший демозапис під назвою Death — Pierce Me (з англ. «смерть — пронизай мене»), що складався з єдиної однойменної композиції. Єдиний альбом гурту, названий, як і демозапис, Death — Pierce Me, був записаний у липні 2000 року та вийшов у жовтні 2001 року.
Під час роботи над альбомом музиканти мешкали у різних містах. Leere складав музику за допомогою синтезатора та семплера, записував на магнітофон і відправляв Nattramn'у касети поштою. Ще до початку запису альбому дружба між музикантами почала слабшати. Після закінчення запису вони надіслали один одному по одному листу і більше не спілкувалися. Таким чином, до моменту виходу альбому гурт уже фактично припинив існування. Партії ударних на записі виконав Стів Вольц, тодішній ударник гурту Bethlehem. Альбом, що виділявся меланхолійними інтерлюдіями на піаніно й акустичній гітарі та незвичайним пронизливим вокалом, поступово набув статусу культового в блек-металі.

## Склад гурту

### Основний склад
- Nattramn — вокал
- Leere — гітари, клавішні

### Сесійні музиканти
- Юнас Маттссон — ударні (на демозаписі)
- Стів Вольц — ударні (на альбомі)

## Дискографія

### Студійні альбоми
- 2001 — Death — Pierce Me

### Демо
- 1998 — Death — Pierce Me